# ポルトガル第一共和政

ポルトガル共和国
República Portuguesa (ポルトガル語)

国歌: A Portuguesa（ポルトガル語）
ポルトガルの歌

第一次世界大戦期のポルトガル

ポルトガル第一共和政（ポルトガルだいいちきょうわせい、ポルトガル語: Primeira República Portuguesa）は、1910年の立憲王政の終焉から1926年5月28日クーデターまで16年間続いたポルトガルの共和政体である。第一共和政は19世紀のポルトガルが歩んだ自由主義の結果、そして左右に変動する20世紀のポルトガルの政治史の始まりと解されている。

## 政権樹立までの経緯
1890年にポルトガル政府はイギリスからの圧力を受けてアフリカ大陸内陸部から撤退し（最後通牒）、世論は政府を非難した。こうした状況下でポルトガル国内の共和主義者が勢力を拡大し、1891年にポルトで急進派の共和主義者が指導する暴動が発生する。反乱が鎮圧された後、検閲制度の設置、反政府主義者の排除、選挙区の改正が行われ、1901年に知識人で構成される共和党は議会から追放された。しかし、20世紀初頭に立憲王政を支える刷新党と進歩党が相次いで内部分裂を起こし、双方の党の一部を吸収した共和党が勢力を拡大する。1908年には過激派の共和主義者によってポルトガル国王カルロス1世と王太子ルイス・フィリペが暗殺される。
カルロス1世が暗殺された後、カルロス1世の次男であるマヌエル2世が18歳で即位し、政治改革に着手する。国政選挙において首都リスボンでは共和党が勝利したものの、全国的には王党派の力が強く、選挙を経た共和党政権の樹立は困難な状況にあった。1910年10月3日に共和主義者による革命が勃発し、マヌエル2世がジブラルタルに亡命した後、リスボン市民の歓喜の中で共和政が宣言される（1910年10月5日革命）。

## 第一次世界大戦の始まりまで

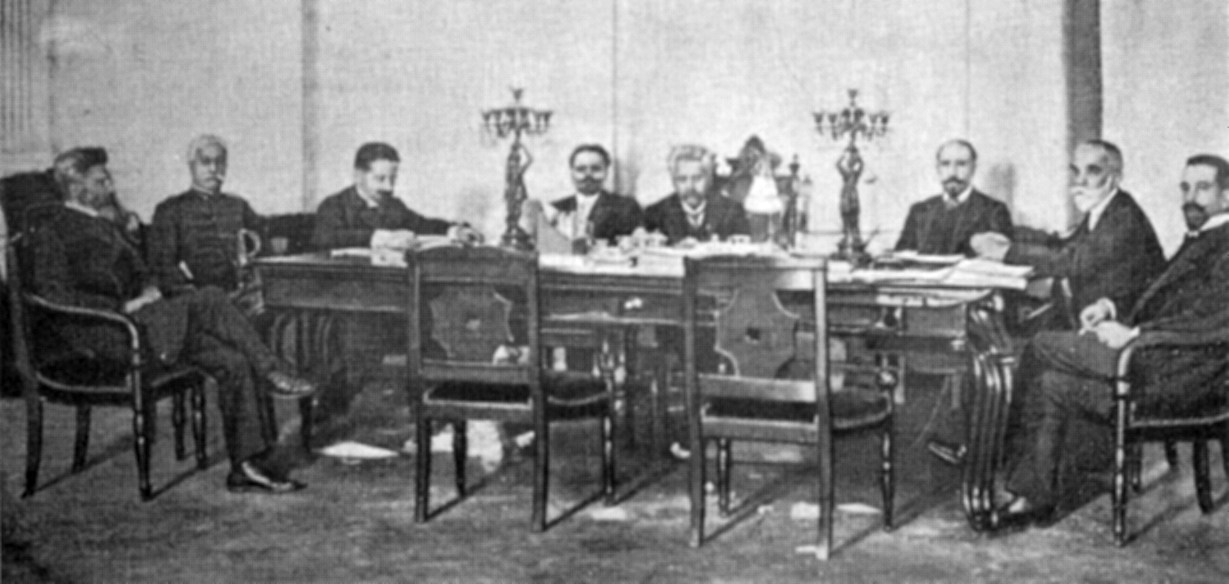
共和党の臨時政府（1910年撮影）

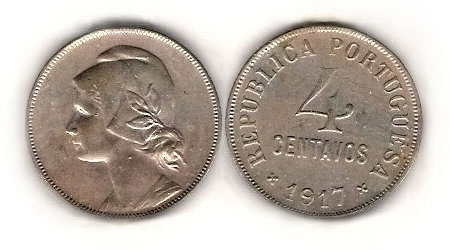
1917年に発行された4エスクード硬貨

臨時政府はパリ・コミューンと同じ性質の自治勢力の出現を不安視し、海軍に属するカルボナリ党員、急進的なリスボン市民を政権の中枢から排除する。テオフィロ・ブラガが臨時大統領に選出され、アントニオ・ジョゼ・アルメイダとアフォンソ・コスタがブラガを補佐する体制が作られた。政権を樹立したばかりの共和党は旧政権との断絶を示すため、国旗の変更、レイスに代わる新通貨エスクードの発行などの政策を打ち出した。王政時代の国歌である『イーノ・ダ・カルタ』に代えて、1890年の最後通牒の際に歌われた『ア・ポルトゥゲーザ』が国歌に採用され、1911年6月30日以降には従来の青と白の国旗に代わる緑と赤の国旗が採用され、国旗から王冠は外されて国の成り立ちを示す天球儀が残された。
また、ポルトガルで主要な地位を占めていたコインブラ大学に対して、リスボン大学、ポルト大学が設置される。共和党はナショナリズムとともに反教権主義を掲げており、イエズス会をはじめとするすべての修道会が廃止され、教会財産が没収された。1911年には政教分離法が施行され、ポルトガルとローマ教皇庁との関係は断絶する。しかし、反教権主義は保守的な北部地域をはじめとする、人口の8割を占める農村部では受容されなかった。
1911年に改正された選挙法によって納税額による選挙制限が撤廃され、21歳以上の識字能力がある市民に選挙権が認められたが、立候補者はあらかじめ共和党によって指名された人物に限られていた。1911年5月に実施された制憲議会選挙で選出された議員の多くは都市部の中産階級出身者で占められ、政権のブルジョワ的性質に労働者階級は政府と対立し、労働運動を展開する。同年8月に公布された新憲法はブラジルとフランスに倣ったもので、立法府が行政府に対して優位に立ち、議会が大統領の任命・罷免の権限を有していた。そして二院制の国会、国会議員を選出する直接選挙が制定され、アルメイダとブリット・カマショが擁立するマヌエル・デ・アリアーガが大統領に就任する。ベルナルディノ・マシャドを大統領に推していたコスタが党内に民主派を結成すると、カマショの周囲には保守的なグループが形成され、中間派はアルメイダの下に集まった。1912年までに共和党はコスタの民主党、カマショの統一党、アルメイダの改進党に分裂し、それぞれの党が抗争を続けたために内閣の安定は保たれなかった。民主党は全国的に影響力を持ち、統一党は南部、改進党は北部に支持基盤を置き、それぞれの党は機関紙で他の党と異なる政治方針を主張していたものの、党に属する政治家達の行動に大きな違いは見られなかった。
1911年10月には王党派の軍人パイヴァ・コウセイロが北部のヴィラ・レアルで反乱を起こしたが、北部の保守的な人間ですら王党派を支持せず、反乱はすぐさま鎮圧された。1913年1月に民主党の指導者であるアフォンソ・コスタが統一党の支持を得て首相に就任する。コスタは選挙権の拡大が農村における保守勢力の拡大をもたらすと考え、1913年の選挙法の改正で農村に多い読み書きができない戸主と現役の軍人から参政権を剥奪し、有権者数は1911年当時の840,000人から400,000人に減少する。コスタ内閣では都市部の中小ブルジョワジーの要望にこたえる税制改革が実施され、王政期以来の赤字を解消した結果、1912年から1914年にかけて国家財政は黒字に好転し、支持基盤を全国に広げる。しかし、労働争議は激化し、1910年末から賃金の増額と労働時間の短縮を求めるストライキが都市部から農村部に拡大し、1912年1月には初めてゼネストが行われた。内閣はストライキとデモに厳しい弾圧を行い、都市労働者からの支持を失っていった。コスタの経済政策の結果を満足のいくものではないと指摘する意見もあり、一方でコスタはドイツに対抗してアフリカ方面の植民地を確保するため、イギリスに接近していた。
1914年に第一次世界大戦が始まるとポルトガルの世論は親英派と親独派に分かれ、イギリスとの関係を重視する民主党は連合国側への参戦を計画していたが、1915年1月にアリアーガはビメンタ・デ・カストロに反民主党勢力を結集させた内閣を形成させる。1915年5月14日に民主党は軍人や共和国護衛隊（グアルダ・ナシオナル・レプブリカナ）を率いてカストロ内閣を打倒し、同年8月の総選挙で民主党は勝利を収める。大統領に選出されたベルナルディノ・マシャドはコスタに内閣の再結成を命じた。
急進的な革命はポルトガルの周辺国家からの孤立をもたらし、民主党内閣は国際社会へのアピールとアフリカ植民地確保のため、1916年にコスタは第一次世界大戦への参戦を決定する。1916年3月にポルトガルはリスボンに退避していたドイツ商船を拿捕し、ドイツに対して宣戦を布告する。戦争への参加が決定された後、コスタを中心として神聖連合という名の挙国一致内閣が結成された。50,000超の将兵がフランドル、アフリカ植民地などの戦地に派遣されたが、莫大な戦費は国民生活に重くのしかかる。生活の悪化によって国民の不満が高まり、1917年にはドイツ軍優勢の噂が流れる中、政府は重ねて徴兵を行うために1867年から廃止されていた死刑制度を一時的に復活させる。長期化した凶作、戦争による小麦の輸入量の減少は戦争の負担に苦しむ国民をより圧迫し、1917年の夏から秋にかけて、大都市から農村に至るまで暴動が発生した。
第一次世界大戦への参戦はコスタ内閣の解散をもたらしたが、コスタ自身は戦後のパリ講和会議に参加するなど、外交の分野で活動を続けた。

## 第一次世界大戦下の情勢

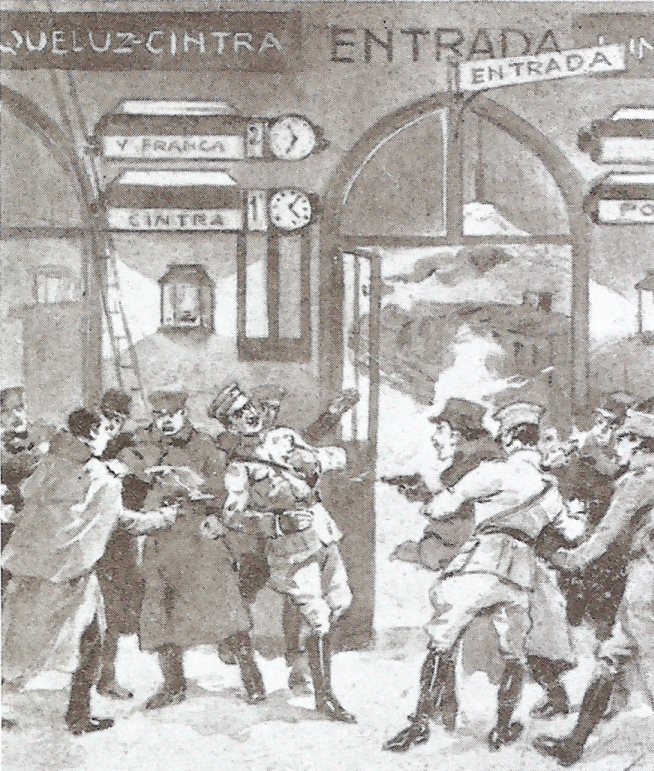
リスボンのロシオ駅で起きたシドニオ・パイスの殺害

1917年にポルトガル陸軍少佐シドニオ・パイスが軍事クーデターによって政権を掌握する。第一次世界大戦中にイギリスはポルトガルにフランスへの派兵を要請するが、イギリスからの要請を不当なものだと考えていた人間はパイスのクーデターを支持した。パイスの周囲には王政への回帰を求める右翼勢力ルジタニア統合主義（インテグラリズモ・ルジタノ）の構成員が集まり、民主党、改進党、統一党はパイスと対立する。亡命しているマヌエル2世の帰国を望む王党派、復権を図る聖職者や地主、反戦を主張する労働組合、労働組合と対立する資本家など雑多な勢力がパイスを支持し、彼に期待を寄せたが、各層を政治的に統合することはできなかった。パイスの下で実施された憲法改正によって直接選挙制で大統領が選出されるようになり、翌1918年に大統領に就任したパイスは独裁政治を開始する。
パイスが大統領に就任するまでの間にスペイン風邪の流行によっておよそ10,000人が死亡し、生活の悪化を訴えるストライキが頻発するなど治安は悪化していた。パイスは国家の食料を確保し、買占めや闇市の摘発を強化したが成果は上がらなかった。軍事独裁政権には優秀な参謀が不在であるために行政は混乱をきたし、恐怖政治が敷かれ、民衆の間に不満が広がった。1918年10月、コインブラで軍部の民主党派が蜂起し、反乱の余波はエヴォラ、リスボンに及ぶ。パイス政権においても戦時中の課題は解決されず、1918年12月にパイスはリスボンで暗殺される。
1919年1月19日、パイスの存命中から軍事評議会を結成していた王党派は北部のポルトと南部のリスボンで王政への復帰を宣言する（北部王国）。リスボン市民は共和制を支持していたために南部の王党派は直ちに鎮圧され、2月13日にヴォーガ川以北の地域を勢力化においていた北部の王党派がポルトを明け渡し、内戦は終結した。1919年3月に民主党は政権を獲得し、6月の総選挙でも勝利を収めるが、8月の大統領選では改進党のアントニオ・ジョゼ・アルメイダが選出される。1919年10月には改進党と統一党が合流し、保守派の共和政党である自由党が結成された。
また、ポルトガルから追放されていたカトリック勢力は力を回復しつつあり、1915年にはカトリック中央党が国会に議席を獲得した。1916年以降に追放されていた修道会の一部がポルトガルに戻り、1917年のファティマの顕現とパイスのクーデターはカトリック復権の後押しとなった。罷免された司教が復職し、1918年にポルトガルとバチカンの関係は回復した。

## 共和政の崩壊
第一次世界大戦でポルトガルは戦勝国側に属していたものの戦利は乏しく、終戦時に財政の悪化は深刻化していた。パイスの独裁以後、世論は救世主の登場を期待し、反体制運動を危惧した民主党が共和国護衛隊を強化したため、多くの軍人が政治に介入するようになった。1919年から1921年までの間に18の内閣が乱立し、政治家達は統治力を失っていく。第一次世界大戦後に締結されたヴェルサイユ条約で共和政権は国際的に認知され、植民地領有が認められたものの、内政は安定を取り戻さなかった。また、戦後に財政状況も悪化し、インフレーションの進行によって物価は1914年から1920年の間に452%上昇していた。通貨の下落は輸入品の価格の高騰につながるが、それによって輸入品の代替品の製造業が成長する。産業の成長、1919年に結成された労働総同盟が指導するストライキによって都市労働者の生活水準は相対的に向上したが、共和政の中心である中産階級は不満を抱くようになっていた。
1921年5月に共和国護衛隊長で首相経験者でもあるリベラト・ピントが反乱を起こし、ピントの反乱は自由党内閣結成の契機となる。1921年10月19日、リスボンで次々と政治家が暗殺される流血の夜事件が起きる。流血の夜事件では首相のアントニオ・グランジョも落命し、保守政権は崩壊に至った。
1923年からポルトガル経済は回復し、エスクードの下落は1924年に一旦止まり、債務も1910年当時の半分に減少していた。しかし、政府が打ち出した社会主義的な政策は、労働者以外の階級からの支持を低下させていった。1925年4月18日、スペインのミゲル・プリモ・デ・リベラの軍事政権に倣わんとする将校による軍事蜂起が起きるが、反乱は失敗に終わった。蜂起を起こした反政府勢力はは右翼勢力だけでなく、商工業者と地主で構成される経済同友会からも支持を得ており、資金の提供を受けていた。
1926年5月28日に将軍マヌエル・ゴメス・ダ・コスタがブラガでクーデターを起こし、リスボンに向けて進軍を開始する（1926年5月28日クーデター）。王党派や右翼だけでなく民主党政権に批判的な共和主義者や社会主義者も反乱を支持し、相次いで内閣が交代する不安定な情勢からの脱却を望む意見も多かった。マシャドはジョゼ・メンデス・カベサダスに全権を委任して辞任し、6月にコスタによって軍事政権が樹立され、共和政は崩壊した。

## 第一共和政期の大統領・首相

### 大統領
- テオフィロ・ブラガ （1910年-1911年）-（臨時政府大統領）
- マヌエル・デ・アリアガ （1911年-1915年）-（初代選出大統領）
- テオフィロ・ブラガ （1915年）
- ベルナルディノ・マシャド （1915年-1917年）
- シドニオ・パイス （1917年-1918年）
- ジョアン・ド・カント・エ・カストロ （1918年-1919年）
- アントニオ・ジョゼ・デ・アルメイダ （1919年-1923年）
- マヌエル・テイシェイラ・ゴメス （1923年-1925年）
- ベルナルディノ・マシャド （1925年-1926年）

### 首相
- ジョアン・シャガス （1911年9月4日-1911年11月13日）
- アウグスト・デ・ヴァスコンセロス （1911年11月13日-1912年6月16日）
- ドゥアルテ・レイテ （1912年6月16日-1913年1月9日）
- アフォンソ・コスタ （1913年1月9日-1914年2月9日）
- ベルナルディノ・マシャド （1914年2月9日-1914年12月12日）
- ヴィクトル･ウーゴ・デ・アセヴェド・コーティーニョ （1914年12月12日-1915年1月28日）
- ジョアキム・ピメンタ・デ・カストロ （1915年1月28日-1915年5月14日）
- 軍事政権 （1915年5月14日-1915年5月17日）
  - ジョゼ・ノルトン・デ・マトス
  - アントニオ・マリア・ダ・シルヴァ
  - ジョゼ・デ・フレイタス・リベイロ
  - アルフレド・デ・サ・カルドソ
  - アルヴァロ・デ・カストロ
- ジョゼ・デ・カストロ （1915年5月17日-1915年11月29日）
- アフォンソ・コスタ （1915年11月29日-1916年3月16日）
- アントニオ・ジョゼ・デ・アルメイダ （1916年3月16日-1917年4月25日）
- アフォンソ・コスタ （1917年4月25日-1917年12月8日）
- シドニオ・パイス （1917年12月8日-1918年12月23日）
- ジョアン・タマグニニ・バルボサ （1918年12月23日-1919年1月27日）
- ジョゼ・レルヴァス （1919年1月27日-1919年3月30日）
- ドミンゴス・ペレイラ （1919年3月30日-1919年6月30日）
- アルフレド・デ・サ・カルドソ （1919年6月30日-1920年1月21日）
- ドミンゴス・ペレイラ （1920年1月21日-1920年3月8日）
- アントニオ・マリア・バプティスタ （1920年3月8日-1920年6月6日）
- ジョゼ・ラモス・プレト （1920年6月6日-1920年6月26日）
- アントニオ・マリア・ダ・シルヴァ （1920年6月26日-1920年7月19日）
- アントニオ・グランジョ （1920年7月19日-1920年11月20日）
- アルヴァロ・デ・カストロ （1920年11月20日-1920年11月30日）
- リベラト・ピント （1920年11月30日-1921年3月2日）
- ベルナルディノ・マシャド （1921年3月2日-1921年5月23日）